# Химпром (Новочебоксарск)
ПАО «Химпром» — российское предприятие по производству продукции крупнотоннажной химии. Штаб-квартира и производственные мощности расположены в Новочебоксарске. В настоящее время (2 квартал 2016 года) основной доход приносит производство перекиси водорода, каустика, продуктов хлорпереработки, резинохимикатов, используемых при производстве шин как российскими, так и ведущими зарубежными производителями.

## История

### До 1991
Строительство Чебоксарского химического комбината Химпром началось в 1960 году. В 1964 году впервые в СССР на химкомбинате освоен выпуск красителей для волокна нитрон. В 1965—1966 годы запущено первое в СССР производство светостабилизаторов бензона ОА и ОМ, а также производство активных синтетических красителей для хлопка, льна, шёлка. В 1967—1968 годы освоено базовое производство бензола, хлора и каустика, затем — хлорметанов, хлорофоса, анилина, в 1969-1977 г. - V-газа, предельная концентрация которого для человека опасна.
14 июня 1972 года в производственном цехе химкомбината около 1:30 ночи загорелась проводка электрощита. Неподалёку находились штабелями тридцать контейнеров с авиабомбами. Пламя удалось потушить и тем самым не подпустить его к авиабомбам. Из 27 пожарных, которые участвовали в тушении огня, 9 человек погибли от отравления диоксином в течение 3-5 лет.
Комбинат был построен для выпуска химического оружия — боеприпасов, заполненных боевыми отравляющими веществами, с маскированием этих производств выпуском химической продукции для удовлетворения нужд населения — синтетических красителей.
В 1971—1975 годы введены в строй 17 производственных объектов, освоен выпуск 41 вида новой продукции.
В цехе № 83 так называемого «третьего производства» велось заполнение боеприпасов основной продукцией предприятия — отравляющими веществами. В 1972 году здесь был налажен промышленный выпуск V-газов.
В 1980-е годы освоено производство кремнийорганических мономеров и полимерных продуктов на их основе, налажен выпуск кремнийорганических лаков КО-810, КО-075, смол, четырёххлористого кремния, трихлорсилана, фенилтрихлорсилана, оксиэтилидендифосфоновой кислоты, этилсиликата-40, тетраэтоксисилана. В этот период на предприятии трудился А. Г. Шкуро.

### После 1991
В 1994 году производственное объединение акционировано, на базе его производственных мощностей создано ОАО «Химпром». В 1996—1997 годы компания создала целый ряд совместных предприятий.
В 2010 году проведена реконструкция производства перекиси водорода. В 2013 году компания приступила к производству нового продукта — присадки к минеральным маслам ЦД-7 НЧ.
15 декабря 2014 года в состав ПАО «Химпром» вошёл завод АО «Перкарбонат», единственный в России производитель экологически чистого отбеливателя перкарбоната натрия.
В 2015 году началось расширение мощностей по производству перекиси водорода до 95 тыс. тонн в год (в пересчёте на тридцатипроцентную концентрацию), объём производства достиг 78 тыс. тонн в год (в пересчёте на концентрацию основного вещества 30 %).
В 2016 году началась реализация проекта производства изопропилового спирта, гипохлорита кальция.
В 2020 году оборот компании вырос до 13,2 млрд рублей.

## Продукция
Предприятие производит неорганические продукты — водорода пероксид, гидросульфит натрия технический, хлорид кальция, серную кислоту, соляную кислоту (из абгазов хлорорганических производств), едкий натр, трёххлористый фосфор, хлорокись фосфора, жидкий хлор, хлорбензол, гипохлорит натрия, а также органические продукты (анилин, бензамин Н, 2-этилгексановую кислоту, дихлорметан, мягчитель-2, парафины хлорированные жидкие, полиамин, хлороформ), серию фосфорорганических продуктов, комплексонов, поверхностно-активные вещества и технические моющие средства, кремнийорганические продукты.